# Ghiyath al-Din Tughlaq
Ghiyāth al-Dīn Ṭughlāq, Ghiasuddin Tughlaq, o Ghāzī Malik (... – Afghanpur, febbraio 1325), fu il fondatore della dinastia Ṭughlāq in India, e regnò sul Sultanato mamelucco di Delhi dal 1320 al 1325.
Fondò la città di Ṭughlāqābād. Morì in circostanze misteriose, forse collegabili a un complotto.
Gli succedette Muḥammad b. Ṭughlāq

## Gioventù
Sotto il profilo della letteratura, della numismatica e dell'epigrafia appare chiaro che Ṭughlāq era il nome personale del Sultano. Firishta, basandosi su tracce emerse a Lahore, ha scritto che Ṭughlāq era uno schiavo turco di Ghiyāth al-Dīn Balban e che la madre era componente di una famiglia Jat dell'India, ma nessun'altra fonte avvalora tale ipotesi.
Altre fonti forniscono informazioni differenti sulla iniziale carriera politica di Ṭughlāq. Shams-i Sirāj ʿAfīf, nel suo Tarīkh-i Fīrūz Shāhī, afferma che egli fosse arrivato a Delhi provenendo dal Grande Khorasan durante il regno di ʿAlāʾ al-Dīn Khaljī (r. 1296–1316), assieme ai suoi fratelli Sipāḥ Sālār Rajab e Abū Bakr. Tuttavia il cortigiano di Ṭughlāq, Amir Khusrow, nel suo Ṭughlāq Nāma afferma che egli era già presente a Delhi durante il regno del predecessore di ʿAlāʾ al-Dīn Khaljī, Jalāl al-Dīn (r. 1290-1296). Il Ṭughlāq Nāma non parla dell'arrivo di Ṭughlāq in India da una contrada straniera, suggerendo così implicitamente che egli fosse nativo indiano.

## Al servizio dei Khalji

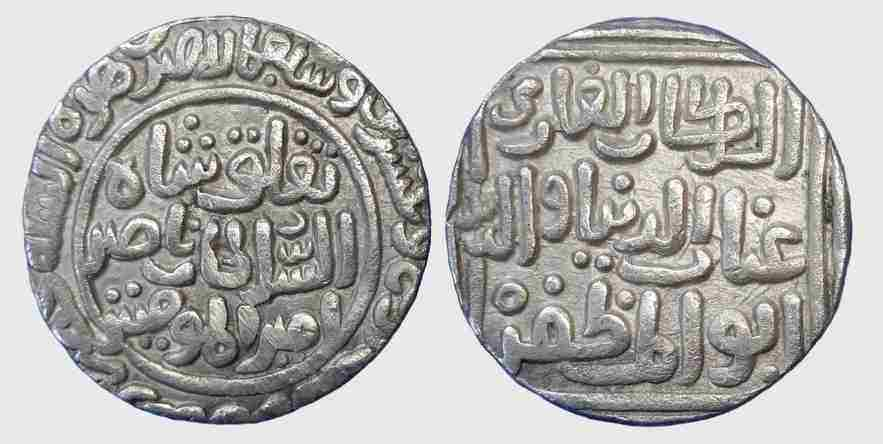
Moneta (Tanka) argentea di Ghiyāth al-Dīn Ṭughlāq, datata 724 E. (1324).

Secondo il Tughluq Nāma di Khusrow, Ṭughlāq trascorse molto tempo a cercare un impiego a Delhi prima di essere assunto nella guardia imperiale di Jalāl al-Dīn Khaljī, informandoci che Ṭughlāq si distinse per la prima volta agli inizi del 1290, durante l'assedio posto dal suo signore a Ranthambore, in cui le forze dei Khaljī erano comandate da Ulugh Khān. Amir Khusrow indica che Ṭughlāq rientrò temporaneamente nell'anonimato, dopo che Jalāl al-Dīn Khaljī fu ucciso da suo nipote ʿAlāʾ al-Dīn Khaljī. 
Ciò nondimeno, fu durante il regno di ʿAlāʾ al-Dīn che Ṭughlāq realizzò la sua ascesa politica. Entrò al servizio dei Khaljī come attendente personale del fratello di ʿAlāʾ al-Dīn, Ulugh Khān. Nella battaglia di Amroha (1305), in cui l'esercito dei Khaljī sconfisse una forza mongola del Khanato Chagatai, Ṭughlāq fu tra i comandanti agli ordini del generale Khaljī Malik Nayak. Durante l'invasione mongola dell'India del 1306, Ṭughlāq comandò l'avanguardia dell'esercito Khaljī, sottoposta al comando generale di Malik Kāfūr, e riuscì a sconfiggere gli invasori.
ʿAlāʾ al-Dīn nominò Ṭughlāq governatore di Mūltān, e poi di Dipalpur, oggi entrambi in Pakistan e nello Stato del Punjab. Tali province erano nella regione di frontiera del Sultanato di Delhi, e ospitavano le strade usate dai Mongoli nella loro invasione fallita. 
Khusrow afferma che Ṭughlāq sbaragliò in Mongoli 18 volte; Ziauddin Barani (Ḍiyāʾ al-Dīn Barānī), nel suo Tarīkh-i Fīrūz Shāhī, sostiene che ciò sia invece avvenuto 20 volte. La Riḥla (Viaggio) di Ibn Battuta ricorda un'iscrizione nella Moschea del Venerdì di Multān che annoverava 29 vittorie sui Tatari (Turco-Mongoli). Nessuno però elenca con una qualche precisione tutto ciò ed è quindi probabile che in tali successi siano state annoverate affermazioni belliche derivate da schermaglie frontaliere.
Dopo la morte di ʿAlāʾ al-Dīn Khaljī nel 1316, l'eunuco Malik Kāfūr controllò l'amministrazione del Sultanato per un breve periodo assieme al figlio minore di ʿAlāʾ al-Dīn, Shihāb al-Dīn ʿOmar come sovrano-fantoccio. Non ci sono tracce di una qualche opposizione di Ṭughlāq a Kāfūr durante questo periodo. Kāfūr incaricò ʿAyn al-Mulk Multānī di stroncare una rivolta in Gujarat, ma fu ucciso poco dopo, mentre Multānī era a Chittor (o Chittorgarh), lungo il tragitto per il Gujarat. Il figlio maggiore di ʿAlāʾ al-Dīn, Quṭb al-Dīn Mubārak Shāh prese allora il controllo dell'amministrazione e inviò Ṭughlāq a Chittor con una missiva in cui chiedeva a Multānī di proseguire la sua marcia verso il Gujarat. Multānī accolse Ṭughlāq a Chittor, ma rifiutò di proseguire la sua marcia di avvicinamento finché i suoi ufficiali non avessero visto il nuovo Sultano in persona. Ṭughlāq tornò allora a Delhi e consigliò Quṭb al-Dīn Mubārak Shāh di inviare alcuni firmani a conferma della sua posizione agli ufficiali di Multānī. Il nuovo Sultano fu d'accordo e, come esito, la forza armata di Multānī riprese la sua marcia verso il Gujarat. Ṭughlāq accompagnò la compagine, di cui Multānī conservava il comando supremo..

## Ascesa al potere
Nel luglio 1320, Mubārak Shāh fu assassinato in una cospirazione del suo generale di origine indù Khusrau Khān, che divenne sovrano di Delhi. Ṭughlāq fu uno dei governatori che rifiutò di riconoscere come nuovo regnante Khusrau Khān. Tuttavia non intraprese alcuna azione contro di lui, in quanto le forze di cui disponeva a Dipalpur non erano sufficienti per contrastare un esercito imperiale inviato da Delhi.
Il figlio di Ṭughlāq, Muḥammad ibn Ṭughlāq (Fakhr al-Dīn Jawna), che era un ufficiale di alto rango a Delhi, assunse l'iniziativa di detronizzare Khusrau Khān. Organizzò segretamente un incontro di suoi sostenitori e amici a Delhi, e poi spedì come suo messaggero ʿAlī Yaghdī a Dipalpur, chiedendo l'aiuto di suo padre in materia. Per tutta risposta, Ṭughlāq gli chiese di venire a Dipalpur col figlio del governatore di Uch (in urdu اوچ‎?), Bahram Ayba, ostile anch'egli a Khusrau Khān. Di conseguenza, Fakhr al-Dīn e i suoi amici - che includevano alcuni schiavi e servi - lasciò un pomeriggio a cavallo Delhi per Dipalpur. Ṭughlāq spedì il suo ufficiale Muḥammad Sartiah a prendere il controllo del Forte di Sirsa, sulla strada Delhi-Dipalpur, per garantire un transito sicuro a lui e al figlio. Allorché Khusrau Khān venne a sapere della cospirazione, inviò il suo ministro per la guerra, Shaista Khān, all'inseguimento di Fakhr al-Dīn, ma Shaista Khān non poté catturare i ribelli.
A Dipalpur, Ṭughlāq e suo figlio studiarono la situazione e decisero di attaccare Khusrau Khān. Ṭughlāq dichiarò che intendeva detronizzare Khusrau Khān per "la gloria dell'Islam", in quanto egli era fedele alla famiglia di ʿAlāʾ al-Dīn Khaljī, e perché voleva punire i criminali a Delhi.
Inviò lettere identiche a cinque governatori dell'area, chiedendo il loro sostegno.
- Bahram, governatore di Uchch, si unì alla causa di Ṭughlāq e assicurò sostegno militare.[13]
- Mughlatī, governatore di Mūltān, rifiutò di ribellarsi al nuovo Sultano. L'amico di Ṭughlāq, Bahram Siraj, incitò l'esercito di Mughlatī contro il suo governatore. Trovandosi a fronteggiare egli stesso una rivolta, Mughlatī provò a fuggire ma cadde in un canale costruito durante il governatorato di Mūltān di Ṭughlāq. Fu decapitato da un figlio di Bahram Siraj, ma l'esercito di Mūltān non si unì comunque alle forze di Ṭughlāq contro il Sultano di Delhi.[13]
- Malik Yak Lakkhi, governatore di Samana, non solo rifiutò di unirsi a Ṭughlāq, ma inviò una sua missiva a Khusrau Khān e marciò lui stesso su Dipalpur contro Ṭughlāq. Yak Lakkhi era stato originariamente uno schiavo hindu ed era stato forse favorito da Khusrau Khān (cosa che potrebbe spiegare il suo comportamento). Dopo che le forze di Ṭughlāq ebbero respinto la sua invasione di Dipalpur, si ritirò a Samana. Progettava di unirsi col Sultano a Delhi, ma fu ucciso dai cittadini infuriati prima che potesse dar corso al suo intento.[13]
- Muḥammad Shāh Lūr, governatore del Sindh, stava fronteggiando una ribellione dei suoi ufficiali quando ricevette il messaggio di Ṭughlāq. Arrivò a un accordo coi suoi ufficiali e si espresse favorevolmente alla richiesta di aiuto di Ṭughlāq, ma raggiunse Delhi solo dopo che questi era salito al trono. Ṭughlāq lo nominò in seguito governatore di Ajmer.[14]
- Hushang Shāh, governatore di Jalor e figlio di Kamāl al-Dīn "Gurg", ossia "Lupo", promise anch'egli di sostenere Ṭughlāq. Tuttavia deliberatamente raggiunse Delhi solo dopo la battaglia tra le forze di Ṭughlāq e di Khusrau Khān.[14]

Ṭughlāq spedì un'altra lettera ad ʿAyn al-Mulk Mūltānī, divenuto Visir a quel tempo.
Mūltānī consegnò la missiva al Sultano per dimostrargli la sua lealtà ma, quando Ṭughlāq gli inviò una seconda lettera, espresse simpatia per la sua causa. Mūltānī affermò di essere attorniato da alleati di Khusrau e, quindi, non si schierò nell'imminente battaglia. Dichiarò a Ṭughlāq che si sarebbe allontanato all'arrivo a Delhi di Ṭughlāq, e che Ṭughlāq avrebbe potuto scegliere se accoglierlo o ucciderlo qualora fosse diventato Sultano.
Secondo Amir Khusrow, l'esercito relativamente esiguo di Ṭughlāq era composto da guerrieri appartenenti a diverse etnie, inclusi Ghizz (Turchi), Mongoli, Greci bizantini (Rūm) Rusi (Russi), Tagiki, e abitanti del Grande Khorasan". Secondo Amir Khusrow, questi soldati erano di "pura nascita" e non meticci. Tuttavia, a eccezione di un ufficiale mongolo, Khusrow non specifica le componenti dell'esercito di Ṭughlāq. Secondo lo storico pakistano Banarsi Prasad Saksena, l'elenco di tali etnie era "una dissimulazione ufficiale" che consentiva di non attirare l'attenzione sulle comunità indù che erano agli ordini di Ṭughlāq, che pretendeva che essi combattessero per la "gloria dell'Islam". I Khokhar (comunità indigena del Punjab) erano una di quelle comunità: il loro comandante in capo era Sahij Rai, e i loro capi erano Gul Chandra e Niju. I Mewati, anche noti come Meo (Rajputi hindù, Yaduvanshi Kshatriya indù/ Yadav e Mina, che si convertirono all'Islam tra il XII e il XVII secolo, e che attualmente vivono in Haryana e Rajasthan), erano un'altra delle comunità di origine indù che appoggiarono Ṭughlāq
Gli ufficiali di Ṭughlāq catturarono una caravana che si muoveva dal Sindh a Delhi, che aveva un certo numero di cavalli. Ṭughlāq distribuì il bottino tra i suoi soldati.
Nel frattempo, a Delhi, per scoraggiare ogni ulteriore complotto, Khusrau Khān consultò i suoi consiglieri e ordinò di uccidere i tre figli di ʿAlāʾ al-Dīn Khaljī - Baha al-Din, ʿAli e ʿUthmān - che erano già stati accecati e messi in prigione.
Le forze di Ṭughlāq sbaragliarono quelle di Khusrau Khān nella battaglia del Saraswati e in quella di Lahrawat. Khusrau Khān fuggì dal campo di battaglia ma fu catturato e ucciso pochi giorni più tardi..
Ṭughlāq fu acclamato Sultano il 6 settembre del 1320.

## Regno
Ṭughlāq fondò la dinastia che porta il suo nome e regnò sul Sultanato di Delhi dal 1320 al 1325. La politica di Ghiyāth al-Dīn contro i Mongoli fu dura. Uccise inviati dell'Ilkhan Oljeitu e punì crudelmente i prigionieri mongoli. Combatté varie battaglie contro i Mongoli, sconfiggendoli nel 1305 nella battaglia di Amroha. Quando Ṭughlāq si spostò da Multān a Delhi, i Sumra si ribellarono e presero il controllo di Thatta.
Ghiyāth al-Dīn nominò allora Tāj al-Dīn Malik governatore di Multān e Khwāja Khatír governatore di Bhakkar, mantenendo al suo posto Malik ʿAlī Shēr a Sehwan.
Nwl 1323, Ghiyāth al-Dīn inviò suo figlio Ulugh Khān (ossia Muḥammad ibn Ṭughlāq) in spedizione contro la capitale dei Kakatiya, Warangal. Il successivo Assedio di Warangal si concluse con l'annessione della città ai domini di Ṭughlāq e alla fine della dinastia Kakatiya.
Nel 1323 Ṭughlāq nominò suo figlio Muḥammad Shāh suo erede e successore.
Avviò infine la costruzione del Forte di Tughlaqabad.

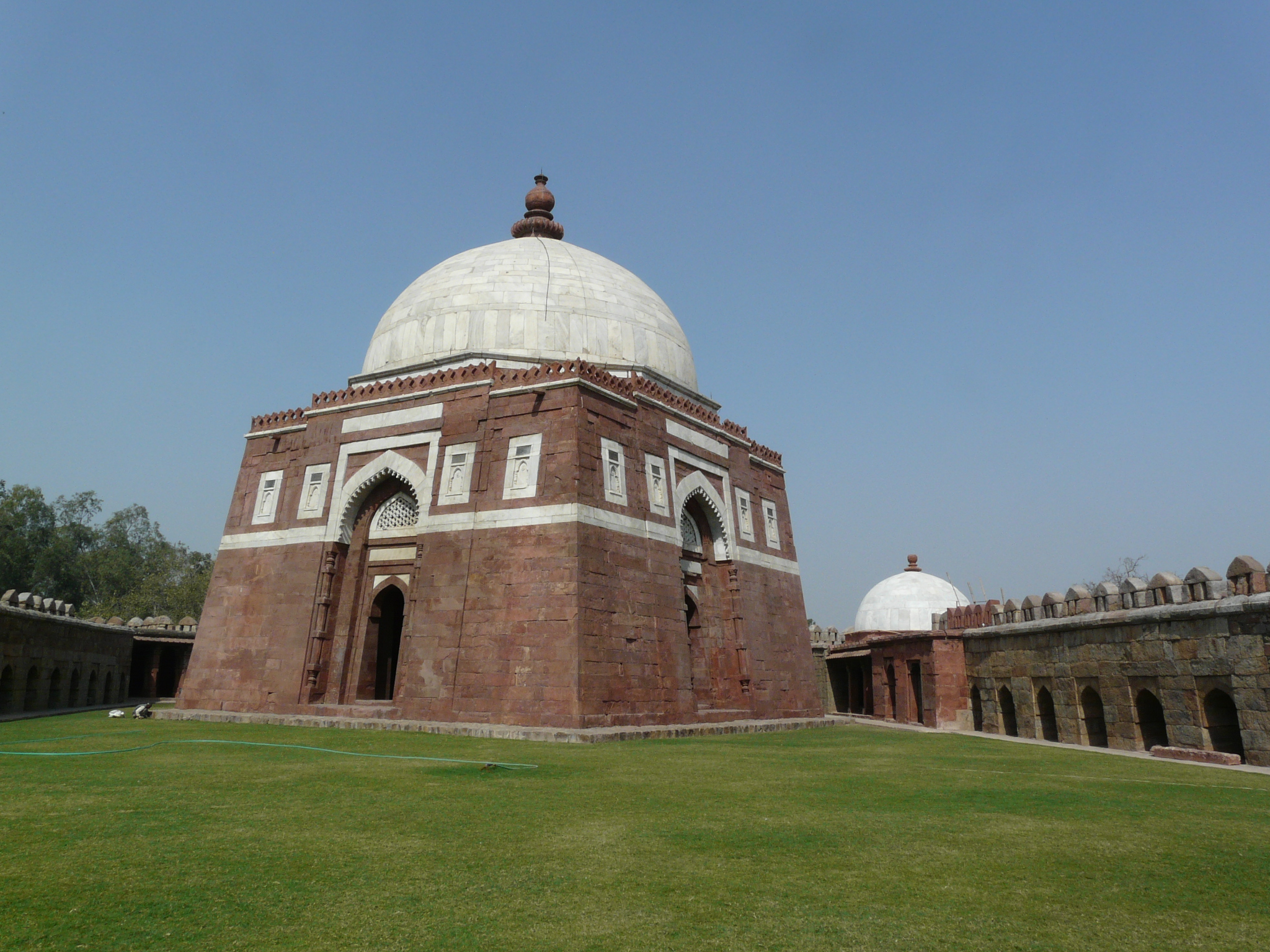
Tomba di Ghiyāth al-Dīn Ṭughlāq a Delhi

## Morte
Nel 1324, Ṭughlāq rivolse le sue attenzioni al Bengala, che si trovava in mezzo a una guerra civile. Dopo le sue vittorie, egli pose Naṣīr al-Dīn sul trono del Bengala occidentale, in qualità di vassallo, mentre il Bengala orientale fu senz'altro annesso.

Sulla via di ritorno a Delhi, combatté contro Tirhut (Bihar settentrionale). Ad Afghanpur, nel febbraio del 1325, il padiglione ligneo usato per i suoi ricevimenti collassò, uccidendo lui e il suo secondogenito, il principe Maḥmūd Khān. bn Baṭṭūta affermò che si era trattato di un complotto ordito dal suo visir, Jawna Khān (Khwāja Jahān).